# Terrestrische Strahlung (Radionuklide)
Terrestrische Strahlung ist eine auf der Erde allgegenwärtige Strahlung – hauptsächlich Gammastrahlung –, die von Radionukliden im Boden verursacht wird, die vor Milliarden Jahren durch die stellare Nukleosynthese gebildet wurden und aufgrund ihrer langen Halbwertszeiten noch nicht zerfallen sind. Dazu gehören insbesondere
- Thorium-232 (Halbwertszeit 14 Milliarden Jahre),
- Uran-238 (Halbwertszeit 4,4 Milliarden Jahre),
- Uran-235 (Halbwertszeit 0,7 Milliarden Jahre) und
- Kalium-40 (Halbwertszeit 1,3 Milliarden Jahre).

Hinzu kommen deren radioaktive Zerfallsprodukte wie das gasförmige Radon, das aus dem Erdboden entweichen und eingeatmet werden kann. In diesen Fällen wird auch die Alpha- und/oder Betastrahlung als Strahlenbelastung wirksam.
Die terrestrische Strahlung wird somit von den natürlichen Radionukliden in den Böden, Gesteinen und der Luft emittiert. Diese sind in fast jedem Baustoff enthalten und werden auch durch Verbrennung von Kohle freigesetzt. Die weltweit jährlich für die Stromerzeugung verwendete Kohle enthält unter anderem etwa 10.000 t Uran und 25.000 t Thorium.
Wie jede ionisierende Strahlung kann auch die terrestrische Strahlung eine schädigende Wirkung auf die lebende Zelle ausüben, indem sie Krebs auslöst oder indem sie die Erbsubstanz verändert oder zerstört.
Die Dosisleistung der Strahlung wird in mSv/a (Millisievert pro Jahr) angegeben. In Deutschland bewirkt die terrestrische Strahlung eine Strahlenbelastung von im Mittel etwa 0,4 mSv/a, ein Viertel davon durch den Aufenthalt im Freien, drei Viertel durch den Aufenthalt in Gebäuden, wobei die Werte regional sehr unterschiedlich ausfallen können. Die höchsten Werte findet man im Erzgebirge, im Bayerischen Wald und anderen Mittelgebirgen (bis zu 1,3 mSv/Jahr), die niedrigsten in Norddeutschland (ca. 0,25 mSv/Jahr). In anderen Regionen der Welt kann sie allerdings deutlich höher liegen mit Spitzenwerten von über 200 mSv pro Jahr (in Ramsar, Iran).
Die Strahlenbelastung durch gasförmige Nuklide, die eingeatmet werden, gilt als besonders gefährlich (siehe Schneeberger Krankheit).